# Ely (Iowa)
Ely – miasto w Stanach Zjednoczonych, w stanie Iowa, w hrabstwie Linn. Zgodnie ze spisem statystycznym z 2000 roku, miasto liczyło 1.149 mieszkańców.